# Liste des drapeaux dont l'endroit diffère de l'envers
 (juin 2023).
Si vous disposez d'ouvrages ou d'articles de référence ou si vous connaissez des sites web de qualité traitant du thème abordé ici, merci de compléter l'article en donnant les références utiles à sa vérifiabilité et en les liant à la section « Notes et références ».
Cet article recense les drapeaux dont l'endroit diffère de l'envers.

## Liste

### Nations
La liste suivante recense les drapeaux de pays dont l'endroit diffère de l'envers. Elle inclut les anciens drapeaux, ceux de pays disparus et ceux d'États dont la souveraineté est contestée.
| Pays                                          | Notes | Endroit | Envers |
| --------------------------------------------- | --- | ------- | ------ |
| Bangladesh                                    | Premier drapeau du Bangladesh indépendant (3 mars 1971-17 janvier 1972) |         |        |
| Moldavie                                      | 1990–2010 |         |        |
| Paraguay                                      | Unique drapeau double-face actuel d'un État indépendant et reconnu internationalement |         |        |
| Philippines                                   | 1898–1901 ; drapeau de la Première République. L'endroit comporte l'inscription « Fuerzas Expeditionarias del Norte de Luzon », l'envers « Libertad Justicia e Igualdad » |         |        |
| République arabe sahraouie démocratique       | La République arabe sahraouie démocratique revendique la souveraineté sur le territoire du Sahara occidental. |         |        |
| Transnistrie                                  | La Transnistrie est un État non reconnu, indépendant de fait depuis la dislocation de l'URSS en 1991. |         |        |
| Union des républiques socialistes soviétiques | 1923–1991 ; bien qu'officiellement double-face, la faucille et le marteau étaient souvent représentées des deux côtés pour des raisons pratiques. Similairement, aucun drapeau des républiques socialistes soviétiques ne représentait la faucille et le marteau sur l'envers. |         |        |

### Subdivisions
La liste suivante recense les drapeaux de subdivisions dont l'endroit diffère de l'envers.
| Subdivision                    | Pays       | Notes                                                          | Endroit | Envers |
| ------------------------------ | ---------- | -------------------------------------------------------------- | ------- | ------ |
| San Juan                       | Argentine  | Depuis 2018 ; unique drapeau double face actuel de l'Argentine |         |        |
| San Juan                       | Argentine  | 1997–2018                                                      |         |        |
| Stara Zagora                   | Bulgarie   |                                                                |         |        |
| Arapiles                       | Espagne    |                                                                |         |        |
| Alabama                        | États-Unis | 1861–1865                                                      |         |        |
| Massachusetts                  | États-Unis | 1908–1971                                                      |         |        |
| Minnesota                      | États-Unis | 1893–1957                                                      |         |        |
| Oregon                         | États-Unis | Depuis 1925 ; unique drapeau double face actuel des États-Unis |         |        |
| Drapeau de Richmond (Virginie) | États-Unis | 1914–1933                                                      |         |        |
| Virginie-Occidentale           | États-Unis | 1905–1907                                                      |         |        |
| Virginie-Occidentale           | États-Unis | 1907–1929                                                      |         |        |